# 腰パン

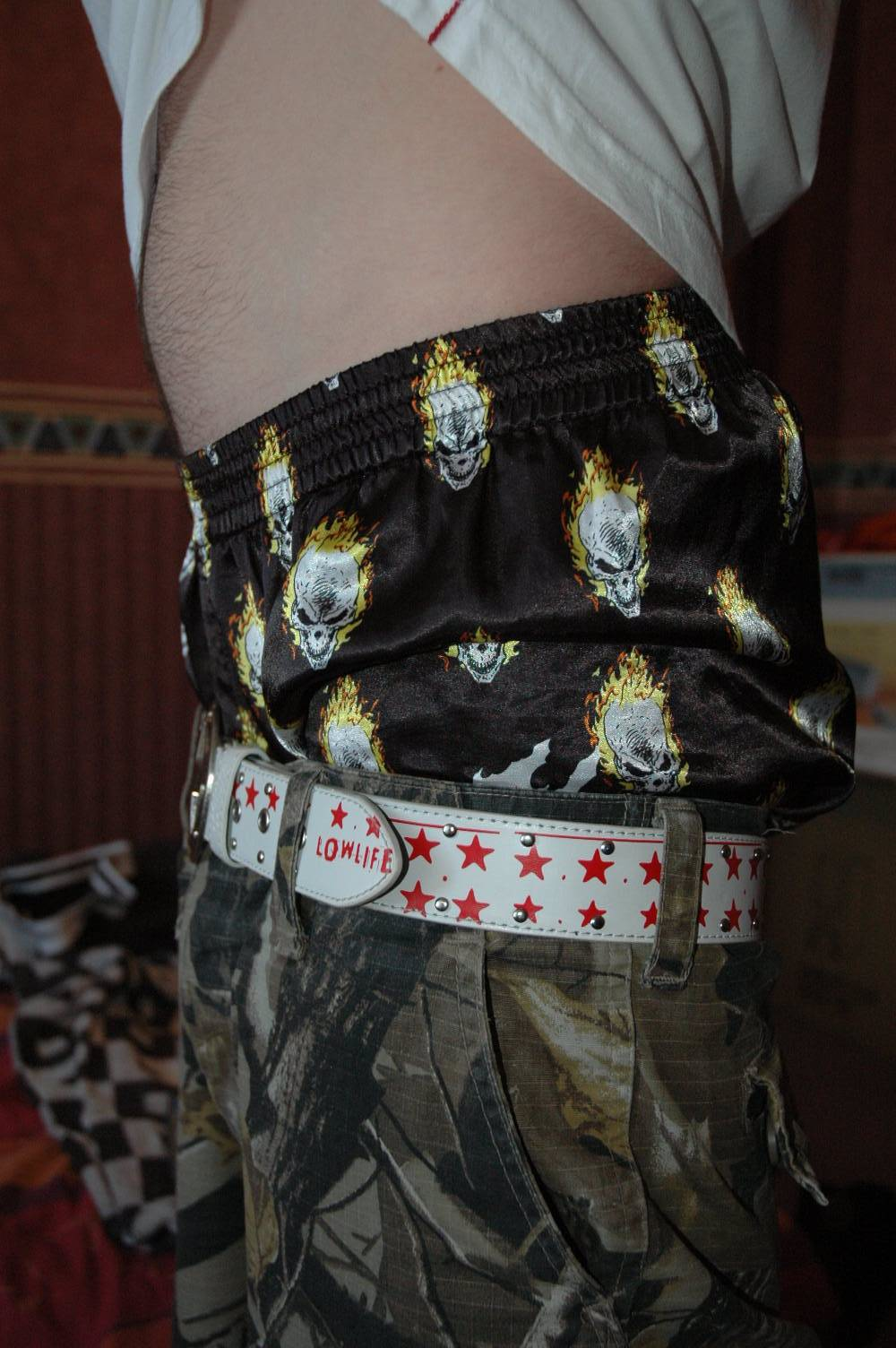
腰パンの一例

腰パン（こしパン）とは、ズボン・パンツを通常より低い位置で穿くファッション。近年は腰穿きまたは腰履きとよばれる。若年男性が主な流行域で、学校の制服またはジーンズ、ジャージなどで行われることが多い。

## 由来・歴史
英語では“dower”（down 下がったという意味）と呼ばれ、元々は、ニュースクールのヒップホップ系ファッションだった。その始まりには諸説あるが、囚人服の風采に由来するとの説が有力視されている。囚人服は、たいてい大きめの物が用意されており、自殺防止や武器として使用を防ぐ理由で、ベルトの着用が許されていなかったため、自然とずり落ちてきた。ヒップホップは抑圧されたアフリカ系やヒスパニック系の文化であり、社会への反骨と受刑者への羨望、あるいは実体験から、囚人のスタイルを模して、腰パンファッションが生まれたと考えられる。実際は貧困から成長後も着用できる大きなサイズの服を買い与えたところから定着した。
日本においては、一部のヒップホップ系ファッション、サーファーやスケーターの間で1990年代前半からされていたが、1990年代後半に男子中高校生の間で制服の着こなしとして大流行した。関東から全国へ広がり、茶髪・ピアス・ミニスカート・ルーズソックスと並び、校則違反のファッションとして学校を悩ませる社会問題となった。2000年前後の流行には、ドラゴンアッシュなどのJポップのミュージシャンの模倣があった。
また、近年では女性においても学校指定ジャージ、スウェットなどで腰パンしている者も見受けられるようになり、男性に限ったものではなくなってきている。

## 着こなし
ゆったり感を出すファッションになるため、上衣もオーバーサイズをあわせることが多い。
ズボンからはみ出す下着は下着然と見えないトランクスやボクサーブリーフが用いられ、間違っても白ブリーフは着用しないことが暗黙の了解とされている。下着は他人から見えることを前提に着用し、上着、ズボンと一体のファッションとして意識される一方で、シャツを出したり、ダブつかせたりして下着やベルト位置を見せないファッションもある。下着と同じく、ベルトも見えやすくなるために意識される。
普通より下げて穿くため、ズボンの裾はそのままにして穿くとひきずることになり、路面で磨耗する。最近は脛まで捲り上げて引きずらないようにする場合も多い。裾が地面に着かないほど足りないということは、まれである。
ズボンのシルエットは、初期では太くルーズのものを穿く傾向があったが、最近では細身も多く用いられる。
後ろのポケットが大きいズボンは、普通にはいても下がって見えるように作られており、日本では、グッド・シャーロット、BUSTED、Mcfly、RIZEなどパンク系のバンドやそれらのファンも好む。また、スノーボードのウェアの着方にも見られる。

### 制服
腰パンは制服での着こなしにおいて、一般的にみられる。学生服・ブレザーどちらにおいてもなされている。腰パンの仕方としてはベルトをしない、またはベルト通し一杯の、幅広のベルトで尻に締めたりする。
学生の腰パンは日本のみならずアメリカにもみられ、モラトリアムファッションとされる。

## 批判
腰パンはルーズな印象を与え、茶髪などと並んで服装の乱れとして問題視する声もある。下着が見え、汚いとされる。特に、制服の場合は規範意識を巡っても批判される場合もある。

## 条例などによる取り締まり
アメリカでは多くの学区において腰パンは禁止されている。2007年6月、ルイジアナ州デルキャンブレでは下着を見せるようなズボンの着用が条例で禁止された。アメリカ南部は右寄りな地域で、差別等もまだまだ残っていることも関係していると思われる。また、上半身裸で外出する者が多くいるためでもある。一方で、バージニア州議会は2005年2月に腰パンを違法とする条例を制定しようとしたが失敗し、他地域では腰パン禁止条例は憲法違反との判決もあり、物議をかもしている。
- 2009年以前に、フロリダ州リビエラ・ビーチやミシガン州フリント、イリノイ州リンウッドの地方議会では、ずり下げズボン禁止条例が可決されている。特に、リビエラ・ビーチでは、2008年7月15日に条例による規制が施行されて以来、若者男性20人が起訴された。フロリダ州裁判所は、裁判の通じて2009年4月22日、禁止条例はアメリカ合衆国憲法違反であるとの判断を下した。なお、裁判の過程で弁護側は、デビッド・ベッカム、ヘンリー王子らの写真を提示し、下着を見せるスタイルはいまやファッションの主流となっていると主張した[7]。
- 2011年6月17日、腰パン姿のニュー・メキシコ大学の学生がサンフランシスコ国際空港でUSエアウェイズ機に搭乗しようとしたところ、腰パンの是非について航空会社係員と口論になり、機長からの要請により警察が学生を不法侵入容疑で身柄を拘束した[8]。
- 2012年4月12日、アラバマ州の裁判所で、盗品譲受により起訴されていた男が腰パンで出廷。法廷侮辱罪によりその場で、別に禁固3日が言い渡された[9]。

## その他
- 北アメリカ・ヨーロッパ・日本だけでなく、中国・韓国・台湾など東アジア各国でも存在する。中国ではおしりがはっきりと見えるほどの着こなしを「露股装」と呼ぶ[10]。

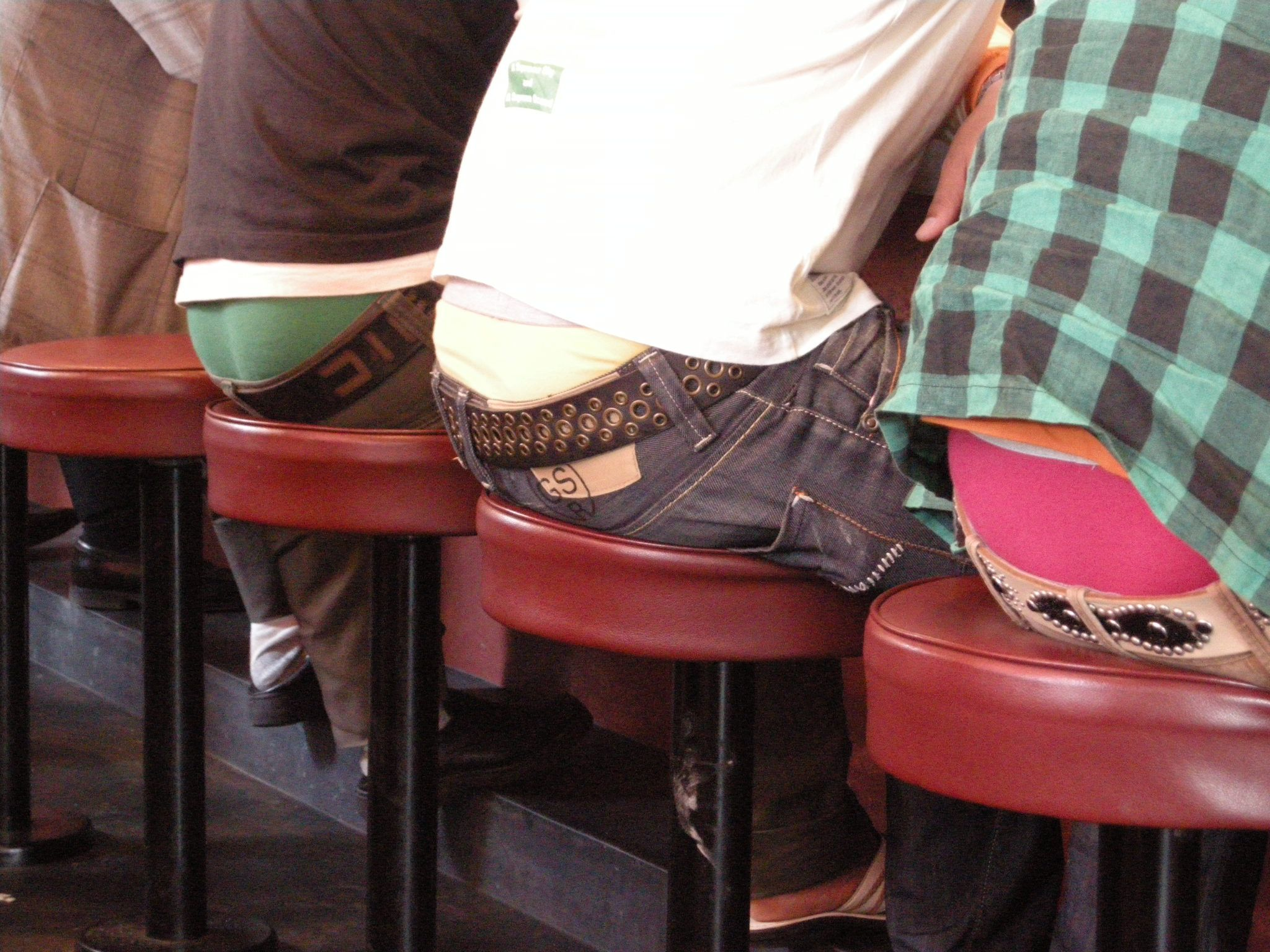
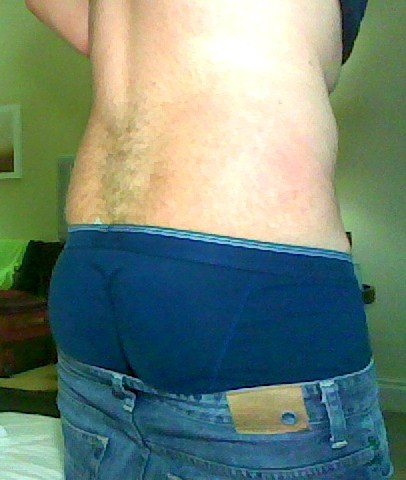
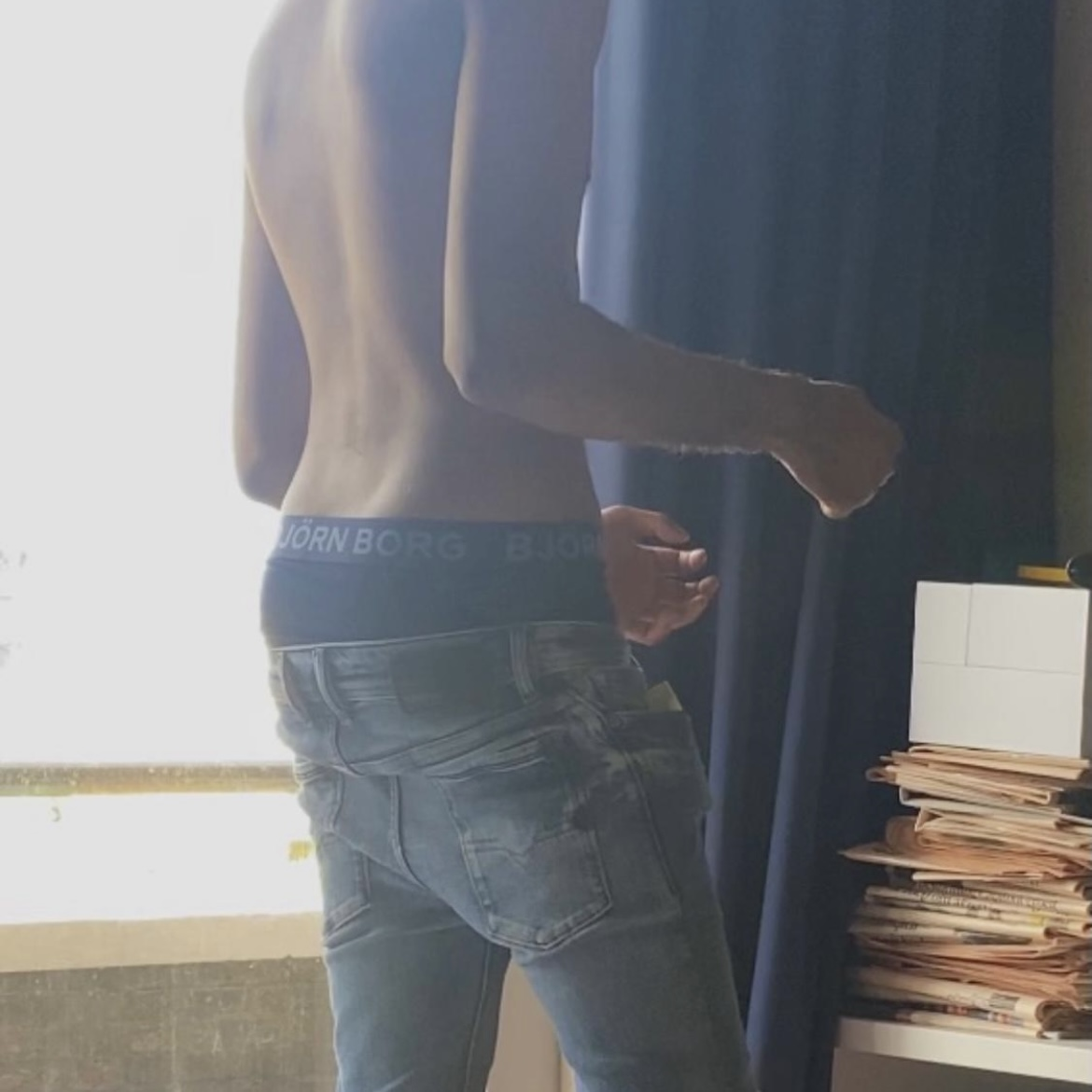
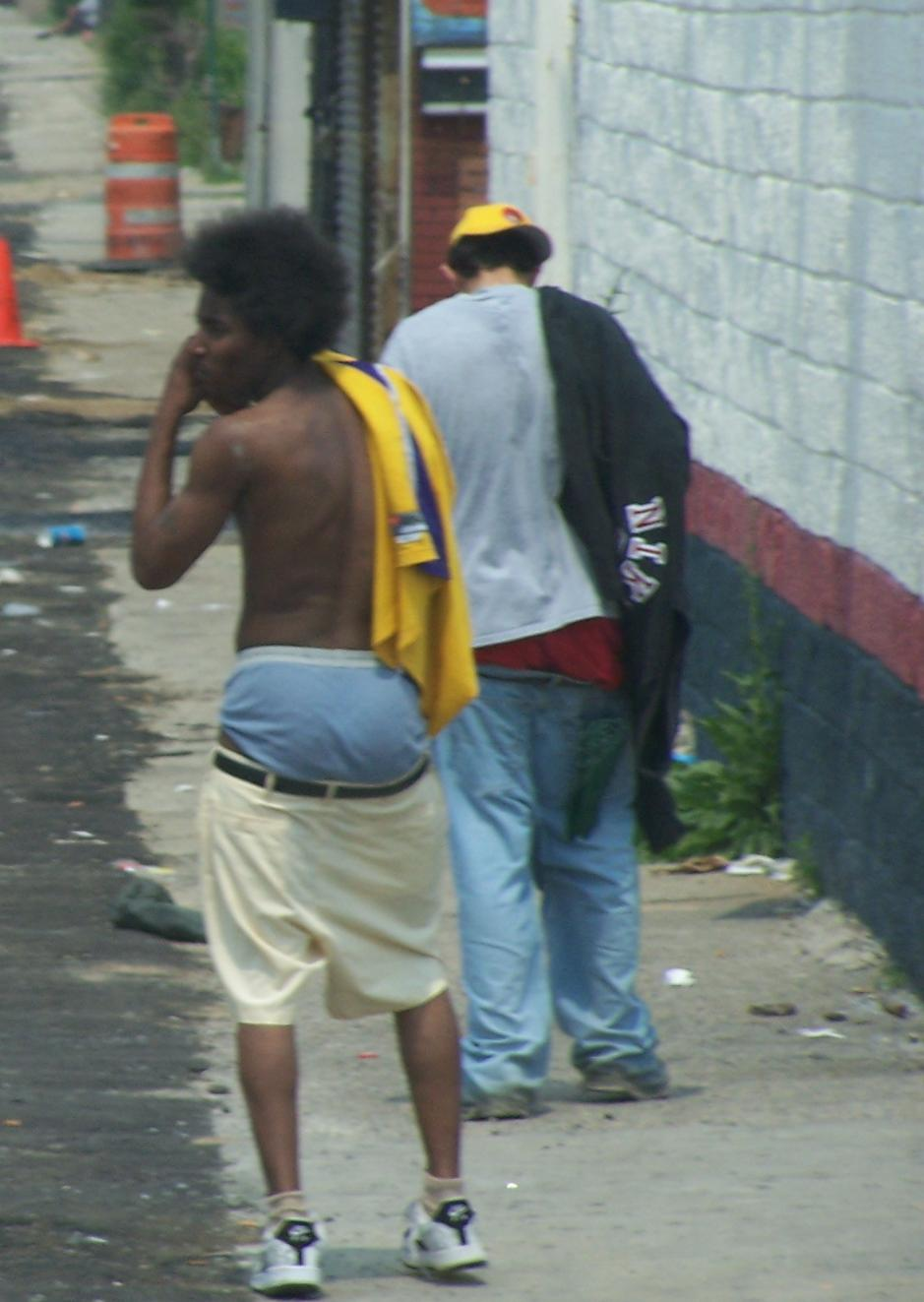
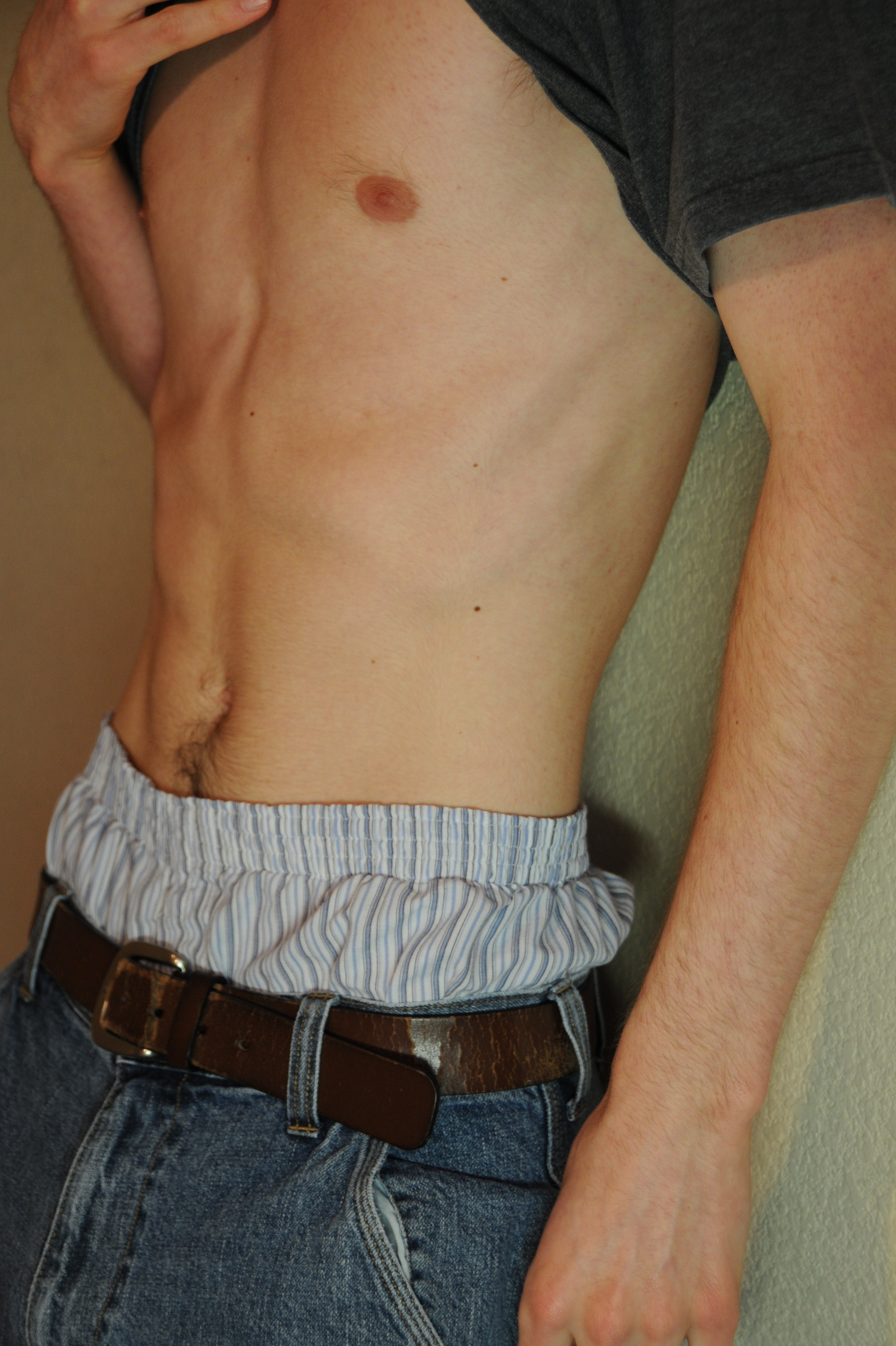
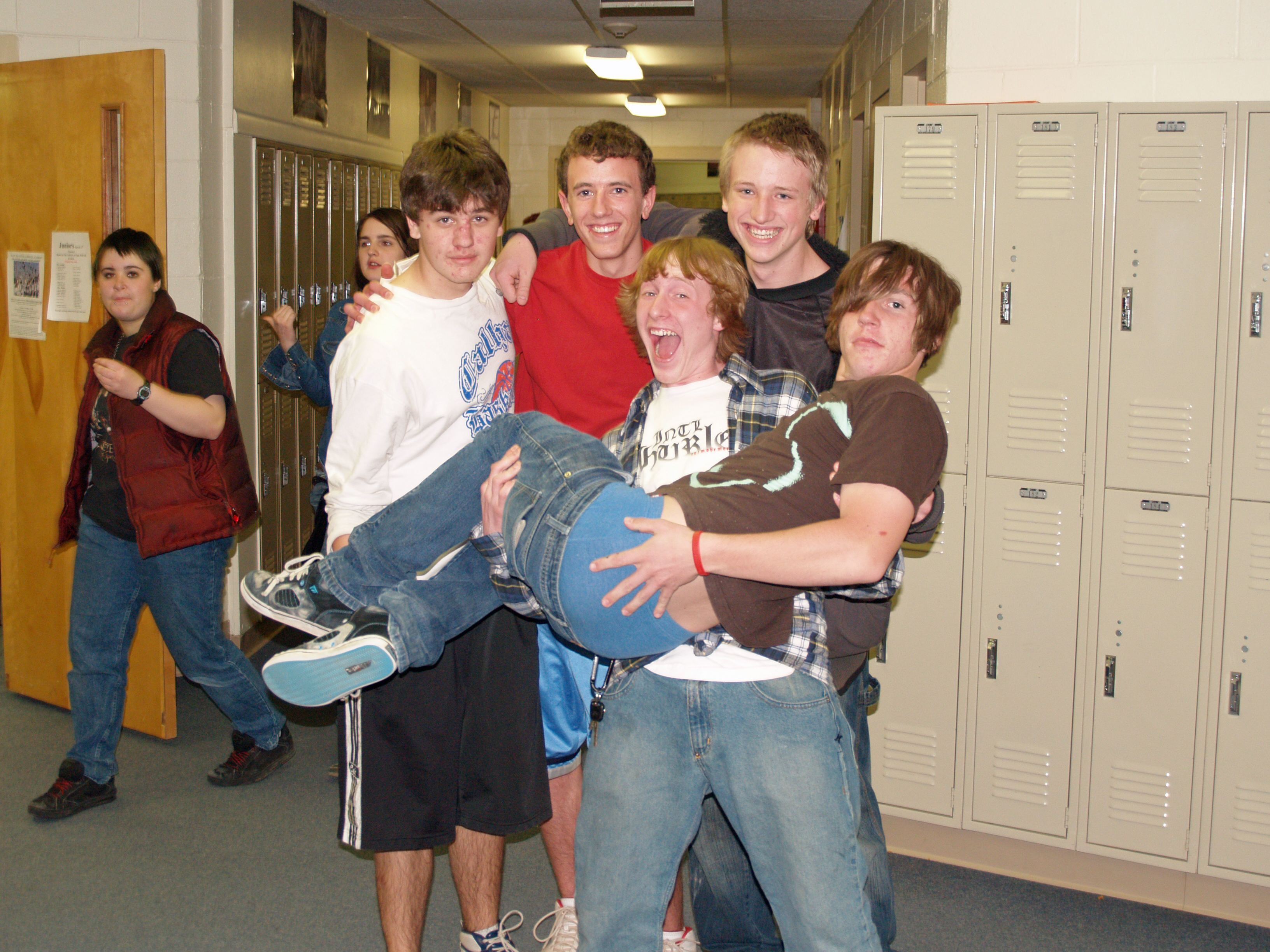
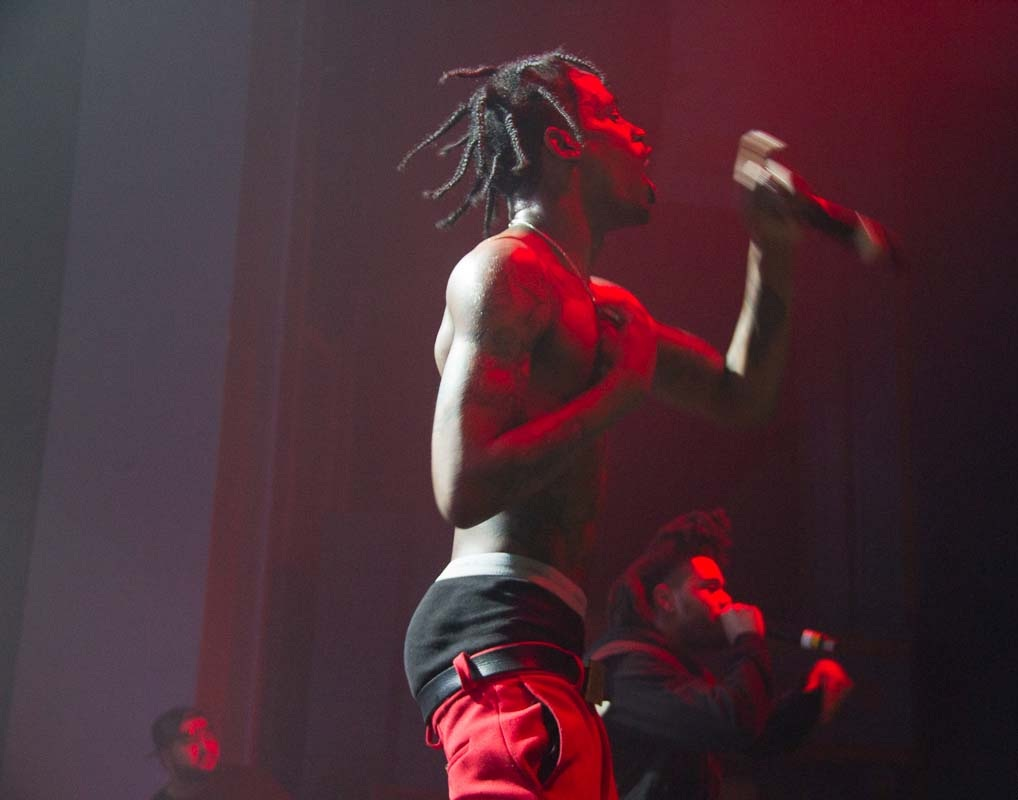
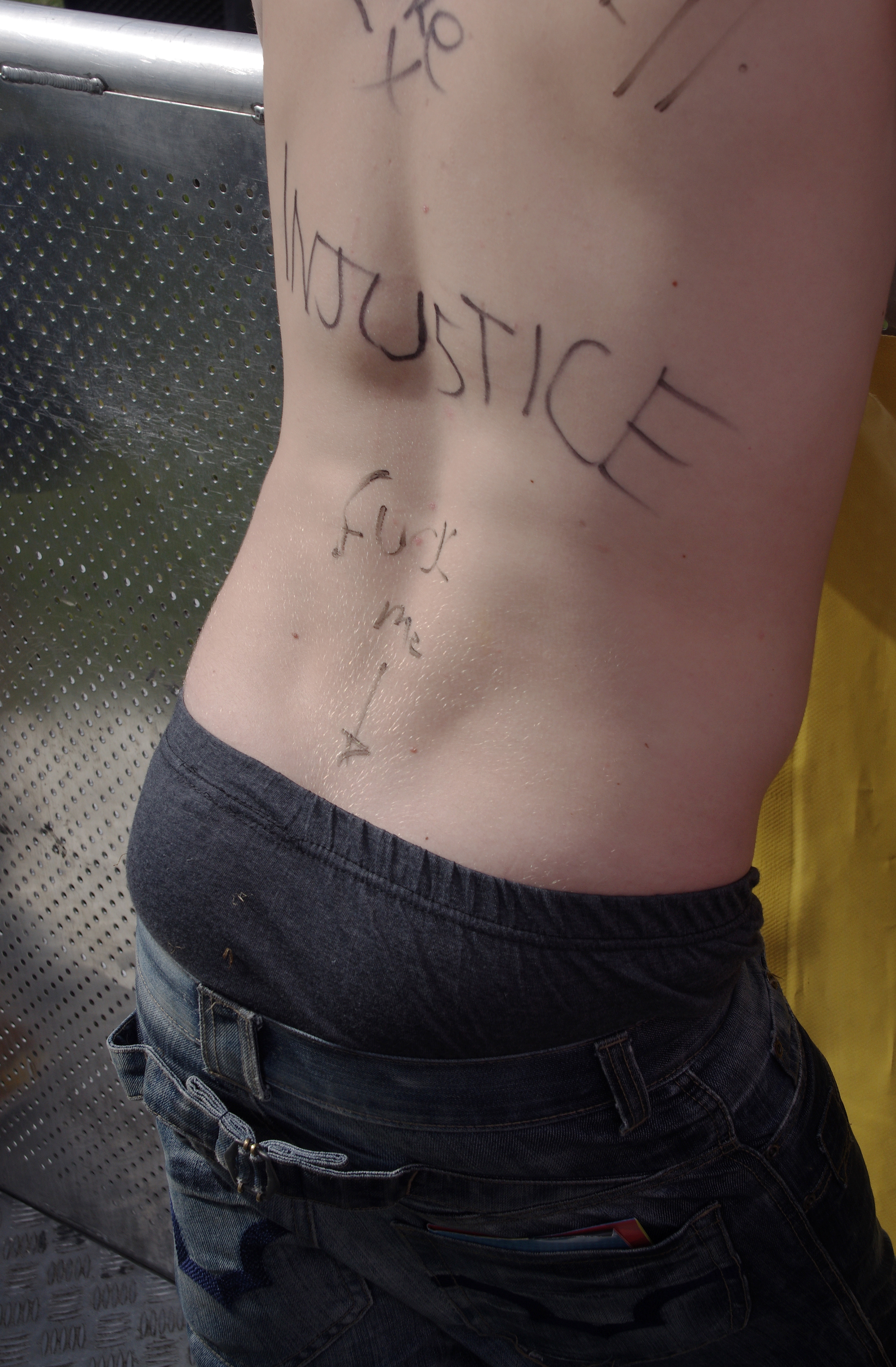
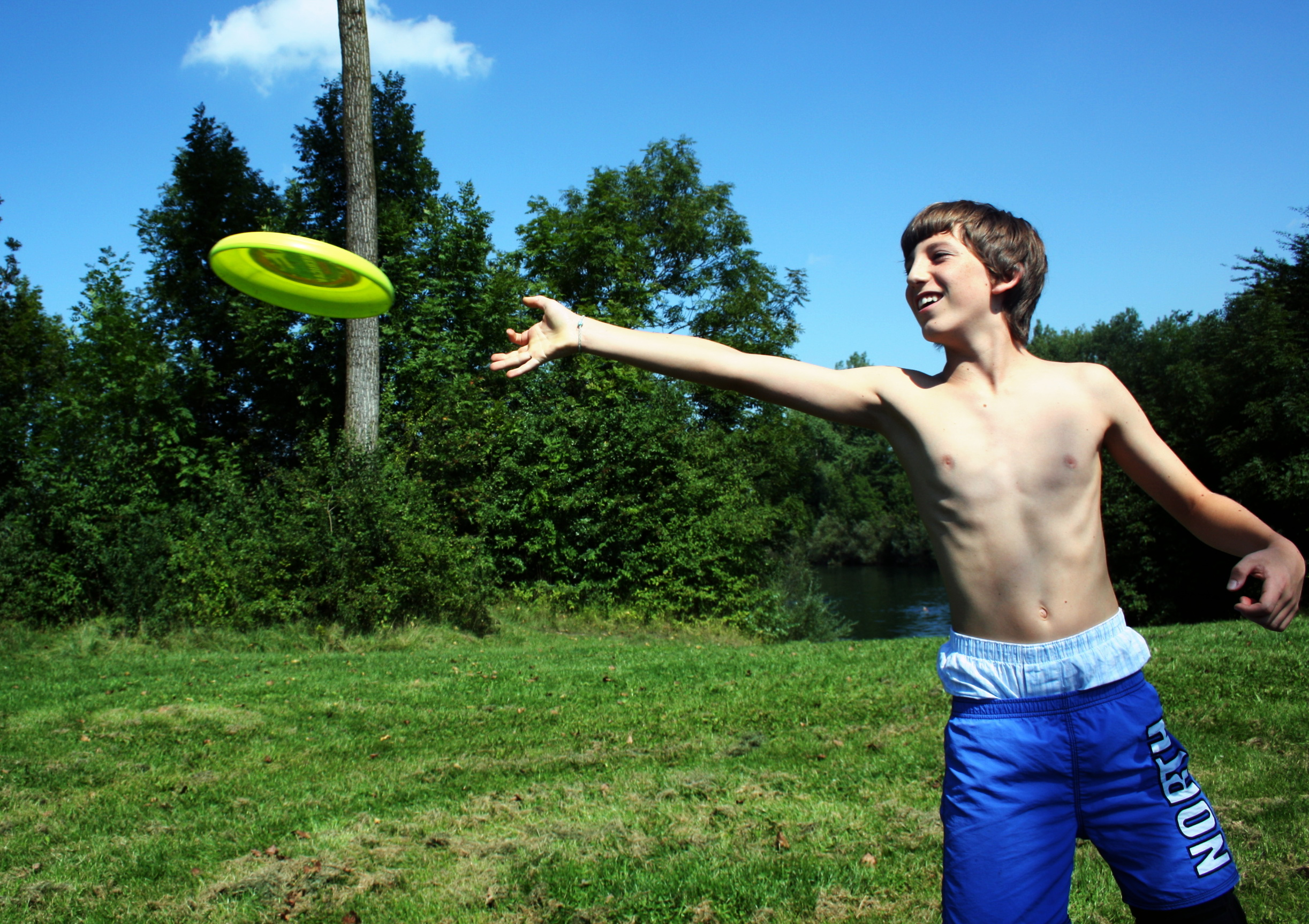
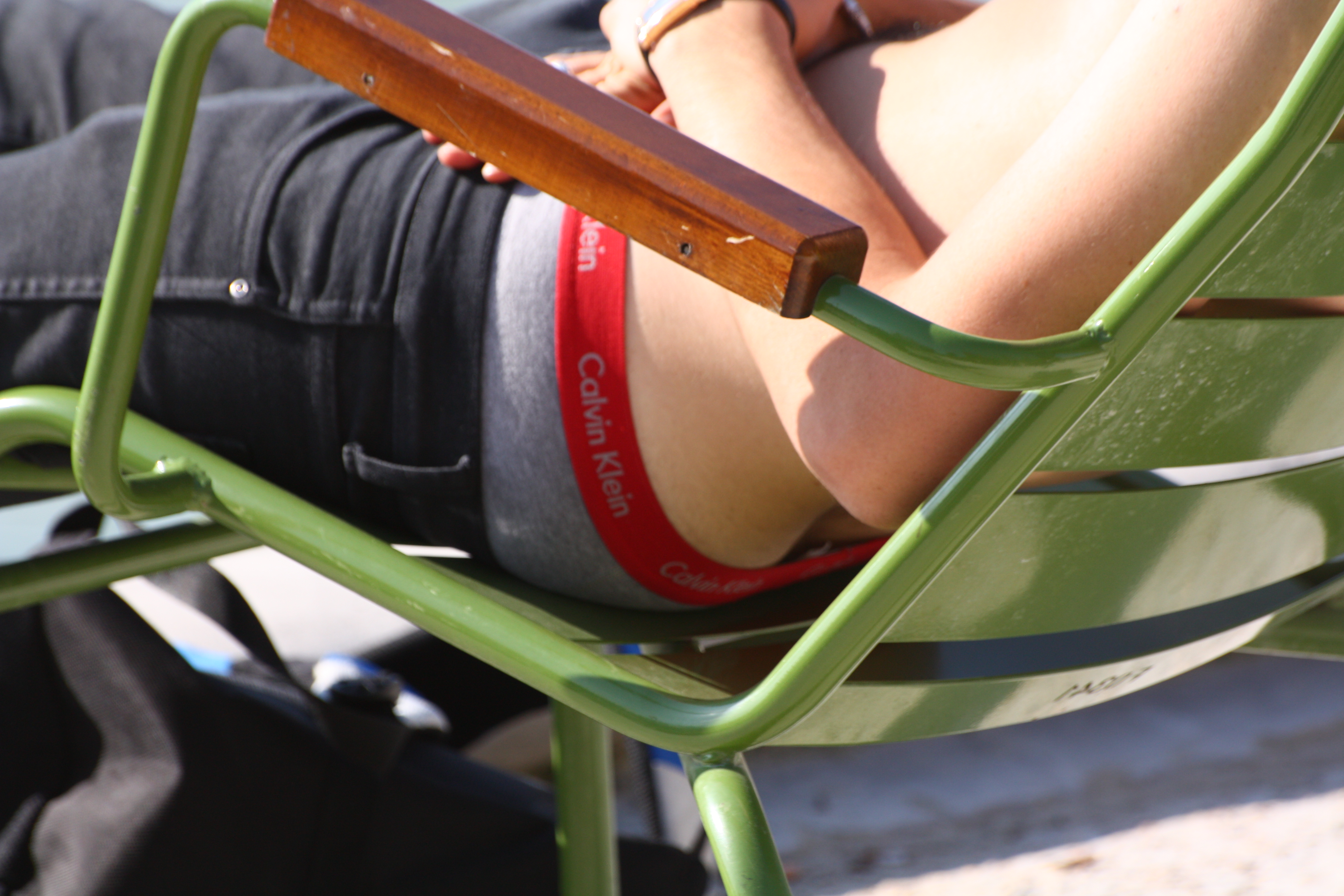